# Андерссон, Даниель (футболист, 1972)
Да́ниель Ле́ннарт А́ндерссон (швед. Daniel Lennart Andersson; родился 18 декабря 1972 года в Бьюве, Сконе) — шведский футбольный вратарь. С 2015 года работает тренером вратарей в клубе «Хельсингборг».

## Карьера
С начала 1998 года до лета 2000 года выступал за «Треллеборг». В 1999 году перед началом чемпионата команда проводила кубковый матч. В этой игре Андерссон получил травму, и в первых турах чемпионата место в воротах «Треллеборга» занял 17-летний Андреас Исакссон. Летом 1999 года Исакссон был продан в «Ювентус». В Аллсвенскан-2000 Андерссон защищал ворота «Треллеборга» в первых 13-ти турах, после чего перешёл в стокгольмский АИК. После 15-го тура основной вратарь АИКа Маттиас Аспер перешёл в испанский клуб «Реал Сосьедад». В 16-м туре ворота АИКа защищал Ли Бакстер, с 17-го — Андерссон. 14 сентября 2000 года дебютировал в еврокубках в матче первого раунда Кубка УЕФА против датского клуба «Херфёльге».
В январе 2001 года Ларс Лагербек и Томми Сёдерберг вызвали Даниеля Андерссона в национальную сборную Швеции на 2 товарищеских матча с командами Фарерских островов и Финляндии. Игра с Финляндией 1 февраля 2001 года стала единственной в международной карьере Андерссона, Даниель отыграл все 90 минут и пропустил гол от Тимо Марьямаа, ставший единственным в матче.
В 2001 году АИК взял в аренду Диме Янкуловски. В чемпионате-2001 Андерссон выходил в стартовом составе 15 раз, Янкуловски — 11. В чемпионате-2002 Андерссон отыграл без замен все 26 матчей АИКа, его дублёром был 22-летний Даниель Эрлунд. Срок контракта Андерссона с АИКом (с зарплатой около 1,5 млн крон в год) истекал по окончании сезона-2002. Осенью 2002 года АИК предложил Андерссону новый контракт с двукратным сокращением зарплаты. Андерссон отказался от столь невыгодного предложения и по окончании сезона стал свободным агентом. В качестве основного вратаря АИКа Андерссона заменил Хокан Свенссон.
5 февраля 2003 года подписал контракт сроком до 24 января 2004 года с шотландским клубом «Хиберниан». Дебютировал в зарубежном футболе 2 марта 2003 года в выездном матче премьер-лиги против «Селтика», пропустил 3 гола (2 от Джона Хартсона и 1 от Юхана Мьельбю). 17 октября 2003 года продлил контракт с «Хибернианом» до июня 2004 года.
6 июля 2004 года на правах свободного агента подписал контракт сроком на 3 года с «Хельсингборгом». В 2004—2008 годах был основным вратарём «красных» и пропустил лишь 2 матча Аллсвенскан в 2007 году (в этих играх Андерссона заменял Оскар Берглунд). В 2009 году проиграл конкуренцию 22-летнему Перу Ханссону, который выходил в стартовом составе в первых 23-х турах чемпионата-2009. В 23-м туре Ханссон получил травму, и в оставшихся матчах сезона ворота защищал Андерссон.
15 января 2010 года Даниель Андерссон перешёл в «Энгельхольм». В Суперэттан-2010 отыграл без замен все 30 матчей «Энгельхольма». 16 февраля 2011 года вернулся в «Хельсингборг», заменив Оскара Берглунда в качестве дублёра для Пера Ханссона. По окончании сезона-2013 завершил карьеру вратаря. Церемония прощания с болельщиками «красных» состоялась 27 октября 2013 года после игры «Хельсингборг» — «Кальмар».
С начала января 2015 года работает в «Хельсингборге» тренером вратарей. В конце марта 2015 года оба вратаря «красных» (Пер Ханссон и Мэтт Пиздровски) оказались травмированы. 4 апреля 2015 года в выездном матче первого тура Аллсвенскан-2015 против «Кальмара» Даниель Андерссон занял место в воротах «Хельсингборга» и отыграл «на ноль», отразив 2 опасных удара Маркуса Антонссона и Юнатана Ринга. К следующей игре Пер Ханссон вернулся в строй.

## Достижения
- Чемпион Швеции 2011
- Обладатель Кубка Швеции 2006